# 白雲山 (臺北市)
白雲山，又名下竹林山，是台灣台北市士林區東山里、新安里與陽明里交界處的一座山峰，標高429公尺。該山東側為新安溪，西側為石角溪（蘭雅溪）。
白雲山是一座火山，其組成岩石主要為兩輝角閃石安山岩。